# 生態心理学
生態心理学（せいたいしんりがく、英: Ecological psychology）とは、心理学におけるアプローチ・領域の一つ。主な提唱者として、ジェームズ・ギブソンおよびその系譜に連なる一派と、ロジャー・バーカーやハーブ・ライトの流れを汲むカンザス大学派の2系統がある。ギブソン派の心理学は常に「生態心理学」と呼ばれる一方で、バーカー（とその支持者）については「環境心理学」という名前が使われることもある。これら2系統には重なる部分もあるが、ギブソン派の方が哲学的色合いが濃く、また心理学の歴史を省みる傾向が強い。
どちらの学派も、実験室のような人工的環境ではなく、「現実世界」での行動を重視している。